# 우하람
우하람(1998년 3월 21일~)은 대한민국의 다이빙 선수이다. 2015년 세계 수영 선수권 대회와 2016년 하계 올림픽에 출전하였다. 2016년 하계 올림픽에서는 대한민국 선수 최초로 3m 스프링보드 다이빙 결선에 진출하였다. 결선에서 최종순위 11위를 기록하였다. 그 후 2020년 하계 올림픽에서는 3m 스프링보드와 10m 플랫폼에 출전하였으며, 당시의 대한민국 남자 다이빙 최고기록을 세웠다.

## 약력
부산광역시 출신으로 사직초등학교, 부산내성중학교, 부산체육고등학교를 졸업했다. 초등학생 때 방과 후 수업으로 다이빙에 입문했으며, 고등학생때까지 홍명희에게 지도를 받았다.
2013년 6월 이탈리아 볼차노에서 열린 다이빙 그랑프리에 김영남과 짝을 이뤄 출전했다. 김영남과 함께 참가한 싱크로나이즈드 10m 플랫폼 경기에서 4위를 했고 10m 플랫폼에서는 6위에 올랐다. 같은 해 7월에는 스페인 바르셀로나에서 열린 2013년 세계 선수권 대회에 참가하였으며, 싱크로나이즈드 10m 플랫폼에서 8위에 올랐다.
2014년 9월 대한민국 인천에서 열린 2014년 아시안 게임 다이빙 1m 스프링보드, 10m 플랫폼, 싱크로나이즈드 10m 플랫폼에 참가하였고, 싱크로 종목은 김영남과 짝을 이뤄 출전했다. 싱크로나이즈드 10m 플랫폼 경기에서는 중국의 장옌취안, 천아이썬 조의 뒤를 이어 은메달을 획득했으며, 3m 스프링보드에서는 중국의 차오위안, 린웨 조와 말레이시아의 아흐마드 암시아르 아즈만, 우이체리앙 조의 뒤를 이어 동메달을 획득했다. 또한 개인 종목인  10m 플랫폼 경기에서는 중국의 허차오, 허충 형제의 뒤를 이어 동메달을 획득하였다. 이는 1986년 아시안 게임 이선기가 동메달을 획득한 이후로 28년 만에 아시안 게임 다이빙에서 대한민국이 획득한 개인전 메달이다. 
2016년 브라질 리우데자네이루에서 열린 2016년 하계 올림픽에도 출전하였는데 3m 스프링보드에서는 예선 탈락하였지만 ,10m 플랫폼에서는 대한민국 최초로 결선에 진출하였다. 2017년에는 중화민국 타이베이에서 열린 2017년 하계 유니버시아드에 참가하여 김영남과 함께 은메달을 획득했다.
2021년 일본 도쿄에서 열린 2020년 하계 올림픽에서는 3m 스프링보드와 10m 플랫폼에 출전하였으며, 당시의 대한민국 남자 다이빙 최고기록을 세웠다.